# Аменти
Аме́нти (Аме́нтес) — название подземного мира в древнеегипетской мифологии.
По мнению древних египтян, душа после смерти спускалась на запад с нисходящим солнцем в подземный, загробный мир, имя которого Аменти выражало мир закатившегося солнца.
Изображения того мира встречаются в большом количестве на стенах захоронений и в рукописных свитках папируса, называемых «Книгой мёртвых», встречаемых вместе с мумиями. Длина таких свитков зависела от достоинства умершего и доходила у некоторых фараонов до 9 метров.

## Описание подземного мира
Аменти описана в древнеегипетской «Книге мёртвых» и изображена на виньетках. У врат мира Аменти сидел страж, поглощавший души, с открытой пастью — символом земли, поглощавшей мертвецов. В преддверии Аменти, в зале «двойной справедливости» (награждающей и наказующей) души представали на суд Осириса.
Перед ликом Осириса на «великих весах» Анубис взвешивает сердце покойного. Согласно верованиям, на одну чашу весов помещалось сердце покойного, на другую — перо богини истины Маат, чтобы проверить, насколько праведно жил покойный. Тот в свою очередь произносил «Исповедь отрицания», обращаясь к 42 богам, перечисленным в папирусе Небсени (Британский музей № 9900). Если великая Эннеада выносила обвинительный приговор, то чудовище Аммат пожирало сердце покойного, что лишало грешника возможности продолжить жизнь на полях Иалу.

### Покровительница подземного царства
Покровительницей этого царства мёртвых была богиня, которую иногда называют по названию царства.
Согласно верованиям египтян, царство Аменти было эзотерически разделено на 14 зон. Каждая из этих частей царства Аменти соответствовала в наибольшей степени человеку, в зависимости от того, как он показал себя, находясь в царстве живых. Аменти служило для попавшего в него человека своеобразным чистилищем, и если туда попадала душа древнеегипетского праведника, то вскоре она отправлялась в царство богов, всем же остальным была уготована участь провести в Аменти столько, сколько хватит для очищения совести.

### Духи подземного мира
Духами Аменти назывались четыре мифических существа, под чьё особое покровительство древние египтяне отдавали четыре стороны света и в то же время различные части внутренностей человека. Эти внутренности при бальзамировании заключались в канопы, олицетворявшие сыновей Гора: Хапи, Амсет, Квебехсенуф и Дуамутеф.

## Трактовка слова
Слово «аменти» было употреблено в коптском переводе Библии для замены слова «ад».
Составленный Чудиновым А. Н. «Словарь иностранных слов, вошедших в состав русского языка» трактует слово «Аментес» как «название ада у египтян».

## Аид у древних греков
Некоторые историки[кто?] находят, что в Древней Греции для описания подземного царства Аида многое было заимствовано у древних египтян. Переправа через воду, острова блаженных, Кербер и суд над умершими, равно как многое другое, имеют свой первообраз в Аменти.